# Gilles Bosch
Pour les articles homonymes, voir Bosch.
Pas d'image ? Cliquez ici

a Compétitions nationales et continentales officielles uniquement.

b Matchs officiels uniquement.
Dernière mise à jour le 22 mai 2023.
Gilles Bosch, né le 12 juillet 1990 à Perpignan (Pyrénées-Orientales), est un joueur français de rugby à XV évoluant au poste de demi d'ouverture.

## Biographie

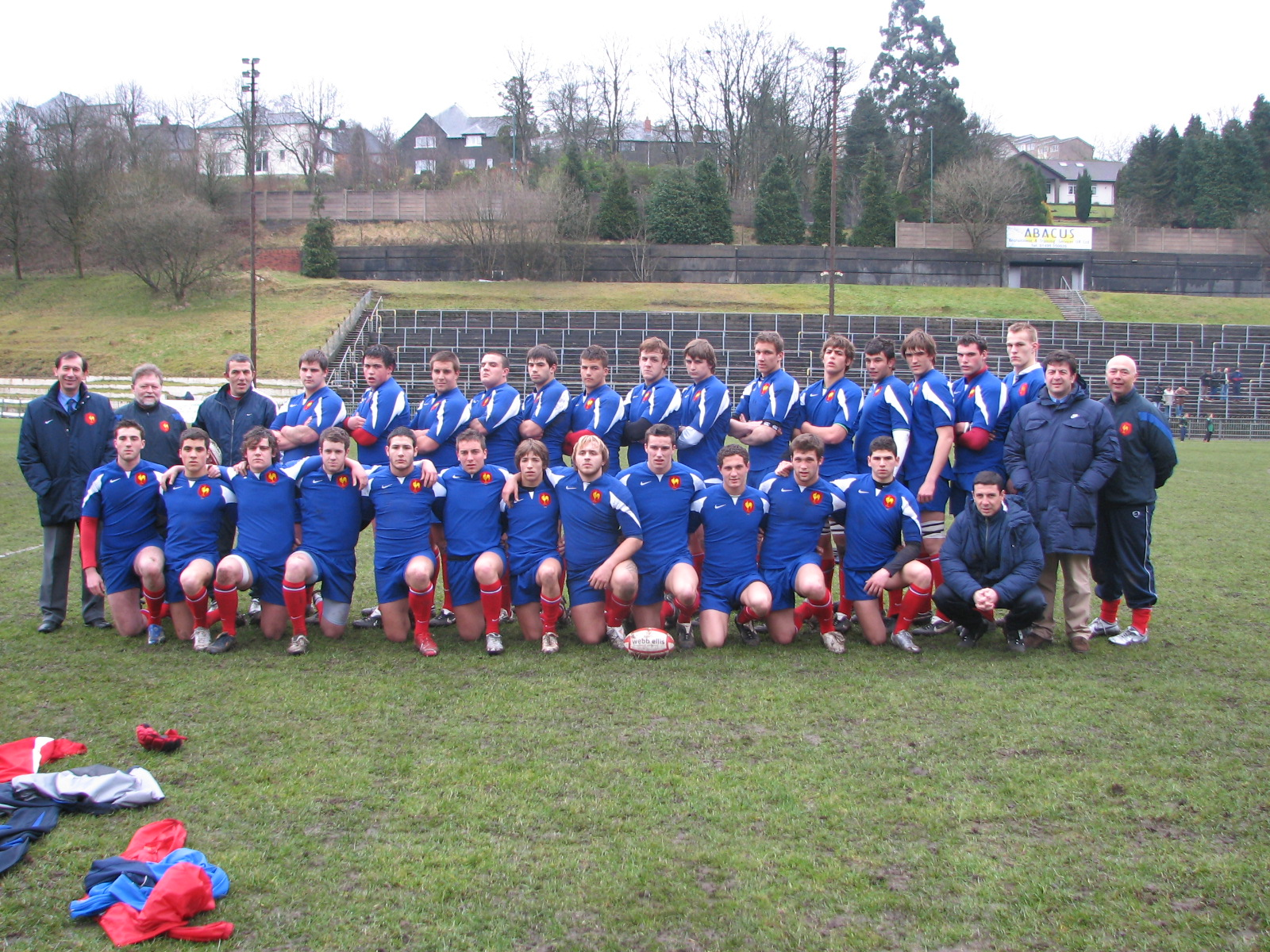
Gilles Bosch avec l'équipe de France des moins de 18 ans en 2008.

Formé à l'USAP, c'est dans ce même club que Gilles Bosch va faire ses débuts entre 2008 et 2013. Pourtant c'est bien à l'US Carcassonne que Bosch va poursuivre sa carrière en signant pour le club en 2013. En juin 2015, il est sélectionné dans l'équipe des Barbarians français pour participer à la tournée en Argentine et affronter les Pumas,. Après un passage de deux saisons au FC Grenoble entre 2015 et 2017, Gilles Bosch va faire son retour dans l'équipe audoise de Carcassonne où il disputera entre 2017 et 2020 plus de 66 matchs pour un total de 586 points inscrits.
En Novembre 2020, Bosch décide de rejoindre le club du Biarritz Olympique pour lequel il jouera trois saisons et notamment une en Top 14, avant de quitter le pays basque pour rejoindre le RC Narbonne avec qui il s'engage en avril 2023 pour trois saisons. Après deux saisons sous le maillot orange et noir et une finale de Nationale disputée, il prend sa retraite sportive en 2025.
Le 17 juin 2025, le RC Narbonne annonce officiellement le basculement de Gilles Bosch en tant qu'entraîneur des trois-quarts.

## Palmarès
Avec l'USA Perpignan :
- Championnat de France :
  - Champion : 2009

Avec le RC Narbonne :
- Championnat de Nationale :
  - Finaliste : 2024